# Alexei Iwanowitsch Nekrassow

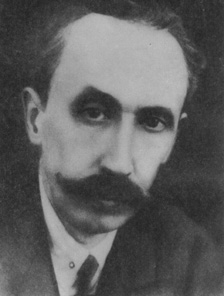
Alexei Iwanowitsch Nekrassow

Alexei Iwanowitsch Nekrassow (russisch Алексей Иванович Некрасов; * 7. Märzjul. / 19. März 1885greg. in Moskau; † 25. September 1950 in Wengerowo) war ein russischer Kunsthistoriker und Hochschullehrer.

## Leben
Nekrassow studierte ab 1904 an der historisch-philologischen Fakultät der Universität Moskau (MGU) bei dem Literaturwissenschaftler Alexander Sergejewitsch Orlow und dem Historiker Wladimir Malmberg mit Abschluss 1909. 1913 verteidigte er an der Universität St. Petersburg seine Magister-Dissertation und wurde 1914 zum Magister promoviert und zum Privatdozenten ernannt.
Nach der Oktoberrevolution lehrte Nekrassow am Lehrstuhl für Geschichte und Theorie der Künste der MGU. 1921 verteidigte er seine Kandidat-Dissertation über das Holzschnittornament der ersten gedruckten Moskauer Bücher. Er hielt Vorlesungen über die Geschichte der Byzantinischen Kunst und der von ihr geprägten altrussischen Kunst sowie über Volkskunst. In den Lehrplan der Kunsthistoriker führte er Exkursionen zu den Kunstdenkmälern und Museen außerhalb Moskaus ein. Er war Leiter des ethnographisch-archäologischen Museums. Ab Oktober 1922 leitete er die Abteilung für Archäologie und Kunst der Fakultät für Gesellschaftswissenschaften. 1925 wurde er zum Professor ernannt. Ab Oktober 1925 leitete er die Abteilung für Kunstwissenschaft an der Fakultät für Ethnologie. Ab 1930 war er Vizevorsitzender der Abteilung für Kunsttheorie und -wissenschaft der Fakultät für Literatur und Kunst. In den 1930er Jahren führte er die regelmäßigen Exkursionen in die Städte und Dörfer Zentralrusslands zum Studium der Architekturdenkmäler fort. Er hielt Vorlesungen über Kunstgeschichte und Architekturgeschichte in verschiedenen Bildungseinrichtungen. Er beteiligte sich an der Arbeit der Gesellschaft für das Studium der russischen Herrenhäuser. Viele seiner Fachaufsätze wurden übersetzt und im Ausland veröffentlicht. 1930–1936 arbeitete er in der Tretjakow-Galerie. Ab 1934 war er Mitarbeiter der Allrussischen Akademie der Architektur, in der er 1936 zum Doktor der Kunstwissenschaften promoviert wurde.
Im April 1938 wurde Nekrassow verhaftet und nach Artikel 58 des Strafgesetzbuches der RSFSR zu 10 Jahren Lagerhaft verurteilt, die er im Arbeitslager Workuta verbrachte. In den 1940er Jahren führte er unter den dortigen Lagerbedingungen einen Architektur-Kurs für Bauarbeiter durch und arbeitete an Büchern über Architektur-Theorie und Moskauer Baukunst.
1948 wurde Nekrassow aus der Haft entlassen. Er lebte nun in Alexandrow und erforschte die Denkmäler der Stadt und der Umgebung. Im Februar 1949 wurde er erneut verhaftet und in die Oblast Nowosibirsk verbannt.
1956 wurde Nekrassows damaliges Strafverfahren überprüft und mangels Beweisen eingestellt.
Der Physiker Alexander Iwanowitsch Nekrassow war Nekrassows älterer Bruder.